# Budova, Kozova
Budova (în ucraineană Будова) este un sat în comuna Kalne din raionul Kozova, regiunea Ternopil, Ucraina.

## Demografie
Componența lingvistică a localității Budova
     Ucraineană (98,21%)
     Rusă (1,79%)
Conform recensământului din 2001, majoritatea populației localității Budova era vorbitoare de ucraineană (98,21%), existând în minoritate și vorbitori de rusă (1,79%).